# タマン・メラティ駅
タマン・メラティ駅 （タマン・メラティえき、マレー語:Stesen LRT Taman Melati） とは、マレーシアのクアラルンプールにある、ラピドKL (RapidKL) クラナ・ジャヤ線 (Kelana Jaya Line)の駅である｡

## 概要
駅名となっているタマン・メラティとは、この駅がある地区名にちなんでいる。マレーシア語で「ジャスミン公園」といった意味である。

## 歴史
- 1999年6月1日開業

## 駅構造
相対式ホーム2面2線をもつ高架駅である。

## 駅周辺
- Tunku Abdul Rahman University College